# Watashi no Suki na Hito
Traducido al castellano: La persona a quien amo. Esta obra de CLAMP fue publicada por Kadokawa Shoten y serializada en la revista josei Young Rose. Publicada en 1995 alcanzó un solo volumen autoconclusivo.
Hay que destacar que este es el primer manga dibujado por Tsubaki Nekoi (Mick Nekoi de alias) y también la primera vez que no dibuja un manga al estilo SD (superdeformed).
En España fue publicado por Norma Editorial en 2005.

## Historia
Este manga cuenta doce historias muy corta (apenas de ocho páginas cada una) de cómo las mujeres perciben el amor.
- Datos: Q2165558